# Pseudopolionota radians
Pseudopolionota radians är en tvåvingeart som beskrevs av Lima 1935. Pseudopolionota radians ingår i släktet Pseudopolionota och familjen borrflugor. Inga underarter finns listade i Catalogue of Life.